# Лаг-Кеппел
Лаг-Кеппел (нід. Laag-Keppel) — село в нідерландській провінції Гелдерланд. Входить до муніципалітету Бронкгорст.
1404 року отримало міські права, тому формально може вважатися містом, попри невелике населення, яке не перевищує 500 осіб.

## Галерея

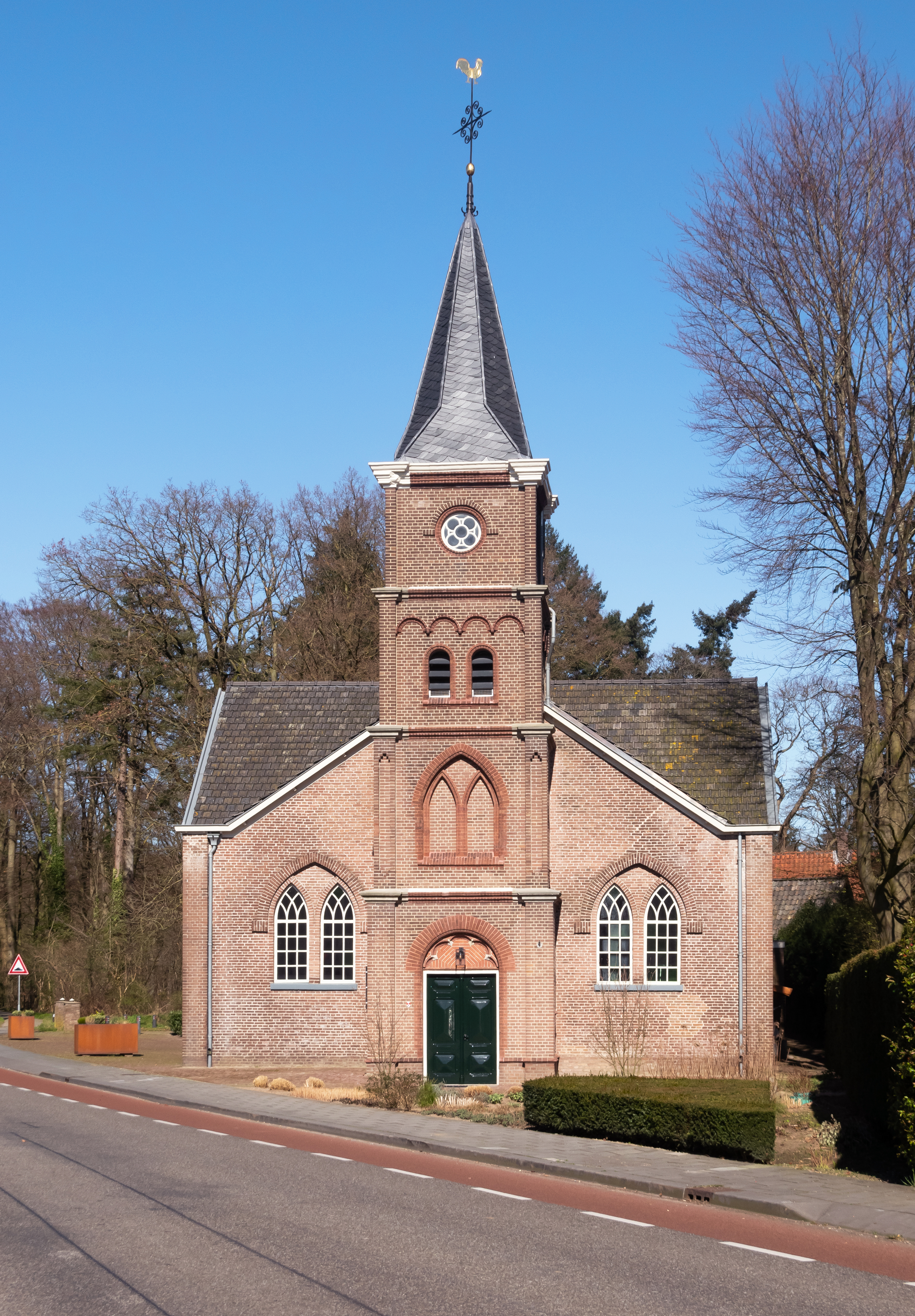
Церква
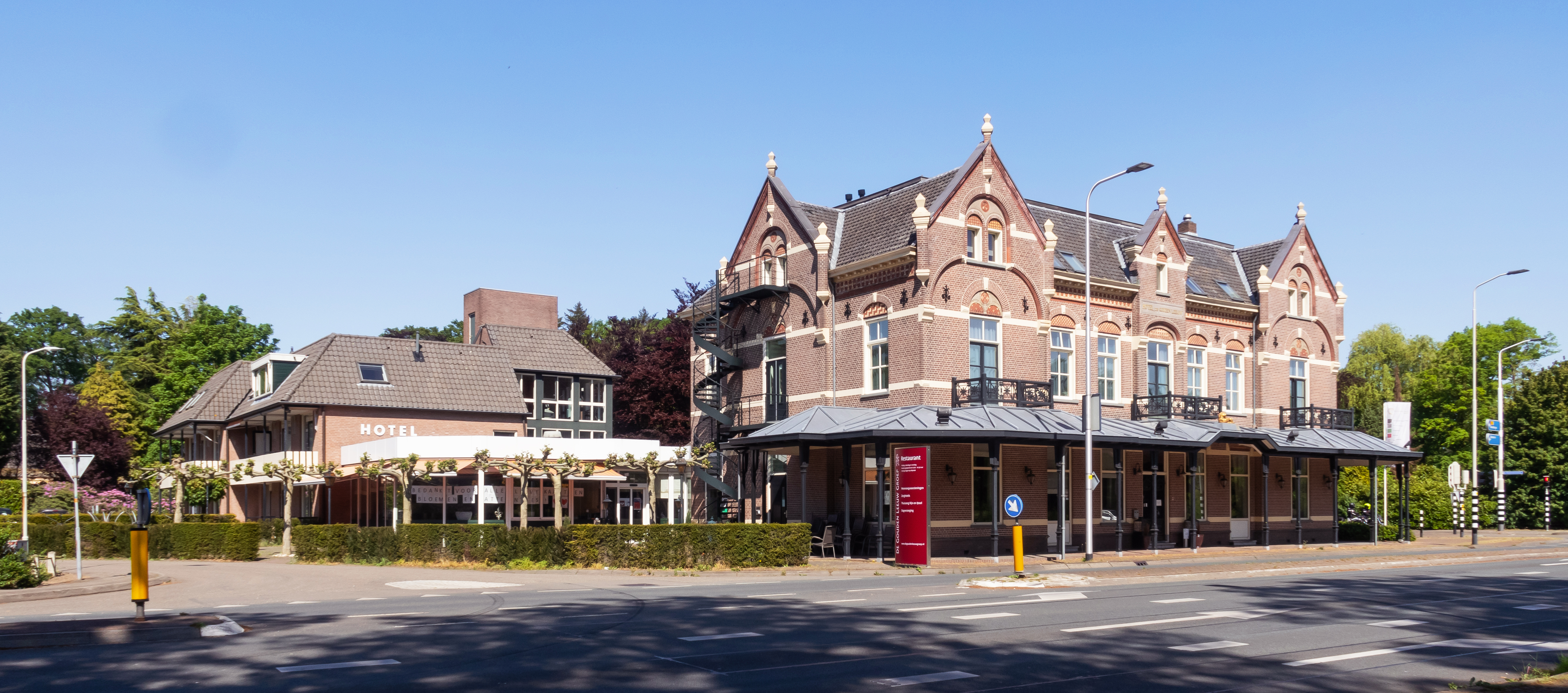
Готель